# Herczeghy Mór
Herczeghy Mór (Princz Mór, Pest, 1815. augusztus 19. – Bécs, 1884. december 23.) orvosdoktor, katonaorvos, író.

## Élete
A gimnáziumot Pesten a piaristáknál, orvosi tanulmányait a pesti egyetemen és Bécsben végezte, majd külföldön folytatta. Princz családi nevét 1843-ban változtatta Herczeghyre. 1848-ban részt vett a bécsi mozgalmakban, aztán emigrált. 1860-ig Párizsban, azután Olaszországban élt, ahol Giuseppe Garibaldi hadseregében főorvos volt. Az 1865-ös provizórium alatt hazatért, de 1888-ban ismét Konstantinápolyba ment, ahol nyolc évig volt török katonai főorvos. Az orosz-török háborúban veszedelmesen megsebesült, mire búcsút vett a tényleges szolgálattól és beutazta Európát és a keletet.

## Munkái
- Treuer Wegführer durch das junge constitutionelle Oesterreich. Dem Volke und insbesondere der arbeitenden Classe gewidmet. Wien, 1848.
- Weder deutsch, noch russisch, sondern oesterreichisch. Wien, 1849.
- Das Bombardement des Fürsten Windischgrätz zu Prag. Wien, 1849.
- Memoiren aus dem Reisetagebuch eines ungarischen Arztes, mit besonderem Hinblick auf Oesterreich-Ungarn, wie es war und provisorisch ist. Wien, 1850.
- Memoria scientifico-literaria con prefazione del viaggiatore ungherese dottore... durante il suo soggiorno in Pavia nel Juglio ed Agosto 1853. Milano, 1853.
- Ungarn und die Monarchie. Wien, 1865.
- Dissertatione sul gozzo endemico. Bologna, 1865.
- Magyarország 1866-ban. Pest, 1866.
- Deák Ferencz mint államférfi, mint szónok, mint honpolgár. Pest, 1867. (Németül. Lipcse, 1868.)
- Népies egészségtan. Tekintettel az egészségtani rendőrségre. Pest, 1868
- Étude medico-pratique sur les épidemies et sur les moyens curatifs les plus efficaces pour combattre ces fléaux. Budapest, 1874. (Párizsban nyomatott.)
- Kelet és népe. Természetrajzi, élettani és társadalmi jellemrajz. Budapest, (1880.)
- A nő physikai és szellemi természete különös tekintettel a keresztény vallásra, az erkölcsiségre és a tudományra. Budapest, 1883. (Franciául Párizsban, 1864.)

Írt még orvostudományi tanulmányokat a kretinizmusról, Bologna, 1864-1865.